# Ichthyology & Herpetology
Ichthyology & Herpetology (bis 2020 Copeia) ist eine wissenschaftliche Fachzeitschrift auf dem Gebiet der Ichthyologie und der Herpetologie und das Veröffentlichungsorgan der American Society of Ichthyologists and Herpetologists. Sie erscheint mit vier Ausgaben im Jahr im Februar, Mai, August und Dezember. In Ichthyology & Herpetology werden wissenschaftliche Originalarbeiten veröffentlicht, die Fische, Amphibien oder Reptilien zum Thema haben. Daneben werden Rezensionen und Aufsätze zur Forschungsgeschichte angeboten.
Die Zeitschrift wurde 1913 unter dem Namen Copeia. A journal of cold blooded vertebrates von John Treadwell Nichols gegründet und nach Edward Drinker Cope, einem bedeutenden amerikanischen Paläontologen und Fossiliensammler, benannt. Im Jahr 2021 wurde die Zeitschrift aufgrund der heute teilweise als rassistisch und frauenfeindlich einzustufenden Einstellungen Copes nach Diskussionsprozess und Abstimmung in Ichthyology & Herpetology umbenannt.